# Typhochrestus djellalensis
Typhochrestus djellalensis là một loài nhện trong họ Linyphiidae.
Loài này thuộc chi Typhochrestus. Typhochrestus djellalensis được miêu tả năm 1992 bởi Robert Bosmans & Bouragba.